# Dickson Greeting
Dickson Greeting (česky Dicksonův pozdrav) je americký němý film z roku 1891. Režisérem je William Kennedy Dickson (1860–1935). Film trvá necelou minutu.

## Děj
Film zachycuje Williama Kennedy Dicksona, jak stojí na jevišti a mává kloboukem na pozdrav.